# Tim Lisens
Tim Lisens is een Belgisch waterskiër.

## Levensloop
Lisens behaalde in 2018 zilver op het Europees kampioenschap en in 2019 brons op het wereldkampioenschap in de Formule 1 van het waterski racen. Daarnaast werd hij tweemaal Belgisch kampioen in de Formule 1 en driemaal in de Formule 2.

## Palmares
Formule 1
- 2018:  Europees kampioenschap
- 2019:  Diamond Race
- 2019:  Belgisch kampioenschap
- 2019:  Wereldkampioenschap
- 2020:  Belgisch kampioenschap

Formule 2
- 2005:  Belgisch kampioenschap
- 2006:  Europees kampioenschap
- 2007:  Belgisch kampioenschap
- 2008:  Europees kampioenschap
- 2015:  Belgisch kampioenschap